# Amalia Rembiszewska
Amalia Rembiszewska (ur. 2 marca 1996 w Żyrardowie) – polska koszykarka, występująca na pozycjach silnej skrzydłowej i środkowej, reprezentantka kraju, obecnie zawodniczka Kangoeroes Basket Mechelen.
17 lipca 2022 dołączyła do belgijskiego Kangoeroes Basket Mechelen.

## Osiągnięcia
Stan na 31 października 2022, na podstawie, o ile nie zaznaczono inaczej.

### Drużynowe
Stan na 18 kwietnia 2021.
Seniorskie
- Mistrzyni Polski (2020, 2021[5])
- Brązowa medalistka mistrzostw Polski (2019)[6]
- Zdobywczyni:
  - Pucharu Polski (2020, 2021)[7][8]
  - Superpucharu Polski (2020)[9]
- Uczestniczka Eurocupu (2017)

Młodzieżowe
- Mistrzyni Polski juniorek starszych (2016, 2018)
- Wicemistrzyni Polski:
  - juniorek (2014)
  - kadetek (2012)
- Brązowa medalistka mistrzostw Polski juniorek:
  - starszych (2017)
  - 2013

Indywidualne
- Liderka w skuteczności rzutów wolnych I ligi (2014)

Reprezentacja
- Mistrzyni Europy U–18 dywizji B (2013)
- Uczestniczka:
  - uniwersjady (2017 – 13. miejsce)[10]
  - igrzysk frankofońskich (2013)
  - mistrzostw Europy:
    - U–20 (2015 – 7. miejsce, 2016 – 8. miejsce)
    - U–18 (2014 – 12. miejsce)
    - U–16 (2011 – 15. miejsce)
    - U–16 dywizji B (2012)